# Merla roquera sentinella
La merla roquera sentinella (Monticola explorator) és una espècie d'ocell de la família dels muscicàpids (Muscicapidae) Es troba a l'Àfrica Austral. El seu hàbitat natural són els herbassars tropicals o subtropicals d'altitud elevada. El seu estat de conservació es considera gairebé amenaçat.